# Jalandhar (huyện)
Huyện Jalandhar là một huyện thuộc bang Punjab, Ấn Độ. Thủ phủ huyện Jalandhar đóng ở Jalandhar. Huyện Jalandhar có diện tích 2658 ki lô mét vuông. Đến thời điểm năm 2001, huyện Jalandhar có dân số 1953508 người.